# Circuito Permanente del Jarama
A Circuito Permanente del Jarama egy motorsport-versenypálya a spanyol főváros, Madrid közelében, ahol 1968 és 1981 között kilenc alkalommal rendezték meg a Formula–1 spanyol nagydíjat.
A pályát Johannes Hugenholtz tervezte, csakúgy mint a holland Zandvoortot és a japán Szuzukát. Az építkezés Alessandro Rocci felügyelete alatt kezdődött meg 1967-ben, a Madridtól északra elterülő száraz bozótos területen. A pálya egy hosszú egyenesből valamint több szűk kanyarból áll, ami nehézzé teszi az előzést. A Jaramán 1981-ben rendeztek utoljára Formula–1-es futamot. A pályarekordot Gilles Villeneuve tartja 1:16.44 perces köridővel, melyet 1979-ben állított fel (160,328 km/h-s átlagsebességgel) a Ferrarival.
| Év   | Versenyző          | Csapat       | Riport |
| ---- | ------------------ | ------------ | ------ |
| 1981 | Gilles Villeneuve  | Ferrari      | Riport |
| 1979 | Patrick Depailler  | Ligier-Ford  | Riport |
| 1978 | Mario Andretti     | Lotus-Ford   | Riport |
| 1977 | Mario Andretti     | Lotus-Ford   | Riport |
| 1976 | James Hunt         | McLaren-Ford | Riport |
| 1974 | Niki Lauda         | Ferrari      | Riport |
| 1972 | Emerson Fittipaldi | Lotus-Ford   | Riport |
| 1970 | Jackie Stewart     | March-Ford   | Riport |
| 1968 | Graham Hill        | Lotus-Ford   | Riport |

1987-ben Jaramán rendezték meg az akkor induló túraautó-világbajnokság második futamát. A versenyt Roberto Ravaglia és Emanuele Pirro nyerte egy Schnitzer Motorsport BMW M3-mal.
A pályát 1991-ben meghosszabbították, 2015-ben felújították.